# Limpach (Berne)
Pour l’article homonyme, voir Limpach (Luxembourg).
Limpach est une localité et une ancienne commune suisse du canton de Berne, située dans l'arrondissement administratif de Berne-Mittelland et la commune de Fraubrunnen.

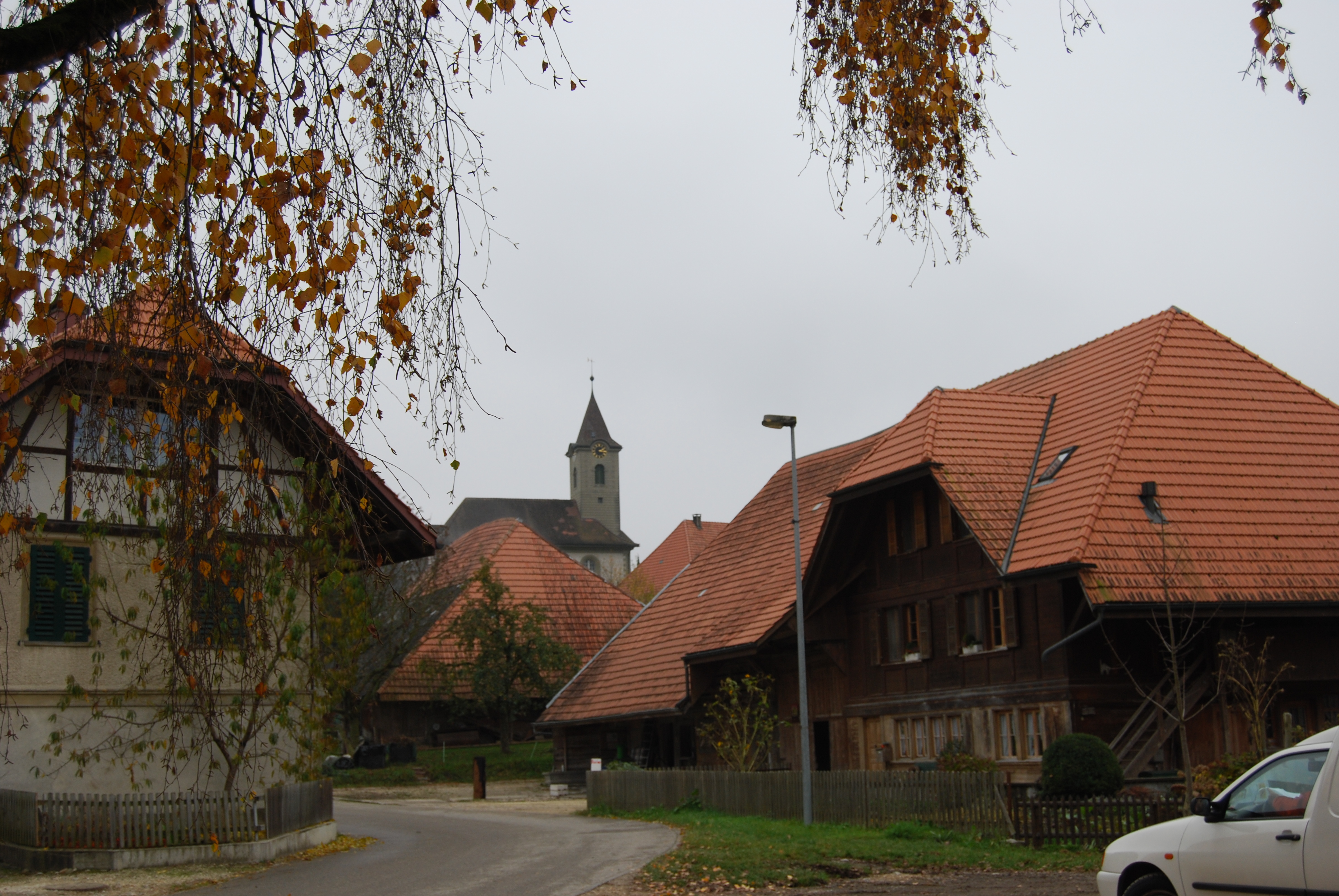
Limpach.

## Histoire
Le 1er janvier 2014, Limpach fusionne avec les communes de Büren zum Hof, Etzelkofen, Fraubrunnen, Grafenried, Mülchi, Schalunen et Zauggenried. La nouvelle commune porte le nom de Fraubrunnen.